# Исламов, Дмитрий Викторович
Дмитрий Викторович Исламов (род. 5 декабря 1977, Кемерово) — российский государственный и политический деятель, депутат Государственной Думы VII созыва, член фракции «Единая Россия», заместитель председателя комитета Госдумы по энергетике.
Из-за поддержки российско-украинской войны — под санкциями 27 стран ЕС, Великобритании, США, Канады, Швейцарии, Австралии, Японии, Украины, Новой Зеландии.

## Биография
Родился 7 декабря 1977 года в Кемерово.
В 1995 году закончил лицей № 23 в городе Кемерово.
В 2000 году получил специальность «Экономика и управление в машиностроительной промышленности» с отличием окончив инженерно-экономический факультет Кузбасского государственного технического университета (ныне — им. Т. Ф. Горбачева), там же прошел переподготовку по программе подготовки управленческих кадров. В 2003 году защитил диссертацию на тему «Разработка моделей принятия решений при инновационном развитии предприятий угольной промышленности» в Институте угля и углехимии Сибирского отделения РАН. Кандидат технических наук. В 1998 году совмещая учёбу с работой начал работать на ОАО «Анжерский автосборочный завод» экономистом. В 1999 году вместе с однокурсниками учредил и стал генеральным директором компании «Криптос», которая занималась оказанием маркетинговых и консультационных услуг. В 2002 году работал финансовым специалистом, заместителем директора АНО «Международный центр исследований угля и метана».
С 2003 по 2006 год работал в Кузбасском государственном техническом университете на кафедре экономики и организации машиностроительной промышленности старшим преподавателем, доцентом. С 2004 по 2006 год работал в Института угля и углехимии Сибирского отделения российской академии наук научным сотрудником. в 2006 году перешёл на работу в Администрацию Кемеровской области, был назначен начальником управления программ и инвестиционной политики, в 2007 году назначен заместителем руководителя департамента экономического развития. В октябре 2008 года назначен на должность заместителя губернатора по экономике и региональному развитию администрации.
В сентябре 2016 года баллотировался в депутаты Госдумы VII созыва, по итогам выборов избран депутатом по одномандатному избирательному округу № 102.
Из-за поддержки российской агрессии и нарушения территориальной целостности Украины во время российско-украинской войны находится под персональными международными санкциями разных стран. С 23 февраля 2022 года находится под санкциями всех стран Европейского союза. С 11 марта 2022 года находится под санкциями Великобритании. С 24 марта 2022 года находится под санкциями Соединенных Штатов Америки за «поддержку усилий Кремля по нарушению суверенитета и территориальной целостности Украины» и «соучастие в путинской войне». С 24 февраля 2022 года находится под санкциями Канады. С 25 февраля 2022 года находится под санкциями Швейцарии. С 26 февраля 2022 года находится под санкциями Австралии. С 12 апреля 2022 года находится под санкциями Японии. Указом президента Украины Владимира Зеленского от 7 сентября 2022 находится под санкциями Украины. С 3 мая 2022 года находится под санкциями Новой Зеландии.
22 марта 2023 года украинский суд заочно приговорил Исламова к 15 годам лишения свободы с конфискацией имущества по статье о посягательстве на территориальную целостность и неприкосновенность Украины.

## Законотворческая деятельность
С 2016 по 2019 год, в течение исполнения полномочий депутата Государственной Думы VII созыва, выступил соавтором 5 законодательных инициатив и поправок к проектам федеральных законов.